# Ichthyococcus
Ichthyococcus es un género de peces de la familia Phosichthyidae.

## Descripción
Las especies de Ichthyococcus alcanzan una longitud estándar máxima de 5 a 13 cm. Sus ojos, desproporcionadamente grandes en relación con la cabeza, son tubulares e inclinados hacia arriba. Los dientes de las mandíbulas superior e inferior, dispuestos en fila, son diminutos. El paladar y la lengua carecen de dientes. Los órganos luminosos son de tamaño mediano a grande. La aleta dorsal adiposa es larga y baja. También puede presentar una pequeña aleta adiposa delante de la aleta anal. La base de la aleta anal es más corta o tiene la misma longitud que la base de la aleta dorsal. Comienza bastante detrás de la aleta dorsal. Las aletas pélvicas se encuentran detrás de la base de la aleta dorsal.

## Distribución y hábitat
Son peces oceánicas y mesopelágicas que se encuentran en las regiones tropicales y subtropicales de todos los océanos. Las larvas viven cerca de la superficie, mientras que jóvenes y adultos lo hacen a 150-650 m de profundidad. No realizan migraciones verticales diarias.